# Sean Lampley
Sean James Lampley (Harvey, 3 settembre 1979) è un ex cestista statunitense, professionista nella NBA.

## Carriera
È stato selezionato dai Chicago Bulls al secondo giro del Draft NBA 2001 (45ª scelta assoluta).

## Palmarès
- Campione NIT (1999)
- MVP NIT (1999)
- CBA All-Rookie First Team (2002)